# Parque nacional Cañón del Sumidero
El parque nacional Cañón del Sumidero es una de las principales atracciones turísticas de Chiapas (México), de gran riqueza ecológica y uno de los cañones más imponentes del mundo. Se decretó parque nacional el 8 de diciembre de 1980.
Comenzó a formarse hace 70 millones de años gracias a la acción de movimientos tectónicos llamados Horts-Graben; los cuales, por sus características de movimiento de masa de tierras, son llamados pilar tectónico y fosa tectónica respectivamente.
Las rocas que vemos actualmente en las paredes del Cañón del Sumidero, se comenzaron a formar hace unos 136 millones de años a base de sedimentos y minerales de calcio (calizas), el cual es formado por la acción de algunos animales marinos como los corales, esto supone que, en la antigüedad, esta región de Chiapas estaba sumergida por un mar poco profundo.  Tiene una extensión de 21.789 hectáreas. Su atracción principal es el cañón de paredes que alcanzan los 1000 metros de altura. Se creó como tal para proteger esta parte de la cuenca del río Grijalva. El 2 de febrero de 2004, el parque fue declarado también como sitio Ramsar en México.

## Aspectos físicos

### Ubicación
Se encuentra repartido entre los municipios de Tuxtla Gutiérrez, Chiapa de Corzo, Soyaló, Osumacinta y San Fernando, en el estado mexicano de Chiapas. La zona que comprende el cañón cuenta con una extensión aproximada de 30 kilómetros.
Para llegar hasta este parque, se hace a través de la ciudad por la Calzada al Sumidero dentro de la ciudad de Tuxtla Gutiérrez hasta los miradores del cañón. O si se decide realizar el famoso paseo en lancha, estas salen desde las localidades de Cahuaré o Chiapa de Corzo en el municipio de Chiapa de Corzo.

### Orografía
Las paredes que conforman el cañón son formadas por roca caliza, cuyas alturas superan los 1000 metros. Fueron formadas por movimientos telúricos que levantaron las paredes, en cuyos estratos se pueden ver sedimentos marinos, y las terrazas fluviales formadas por el ascenso y descenso del nivel del río Grijalva.

### Hidrografía
El río Grijalva atraviesa el cañón a lo largo de éste, llegando a la presa Chicoasén, uno de sus puntos de almacenaje. las precipitaciones forman algunos canales y fuentes de almacenaje que permiten observar algunas caídas de agua, así como algunos arroyos y ríos que vierten sus aguas en el río.

### Clima
Presenta un clima templado subhúmedo. Hace calor la mayor parte del año. Debido a que en algunas zonas el cañón alcanza elevadas alturas que llegan hasta los 1,000 metros, se presenta algunos microclimas terrestres y acuáticos, algunos de los cuales son frágiles a la presencia del hombre, pudiendo llegar a romperse el equilibrio ecológico.

### Flora y fauna
De acuerdo al Sistema Nacional de Información sobre Biodiversidad de la Comisión Nacional para el Conocimiento y Uso de la Biodiversidad (CONABIO) en el Parque Nacional Cañón del Sumidero habitan más de 2,900 especies de plantas y animales de las cuales 154 se encuentran dentro de alguna categoría de riesgo de la Norma Oficial Mexicana NOM-059  y 78 son exóticas.Los ecosistemas y sus especies, presentan una oportunidad real de conservación, ya que son favorecidos, en algunos casos, por la topografía accidentada que dificulta el acceso e impide el cambio de uso de suelo (CONANP; 2021).
El parque nacional Cañón del Sumidero, forma parte fundamental del corredor biológico que se conforma por cinco áreas consecutivas de protección, que incluye desde este parque, la Zona Protectora Forestal vedada Villa Allende; la Zona Sujeta a Conservación Ecológica La Pera; la zona Sujeta a Conservación Ecológica Laguna Bélgica, hasta la Reserva de la Biósfera Selva el Ocote, la cual permite la comunidad de vínculos ecológicos funcionales, así como la dispersón genética natural.

### Flora
La vegetación selvática es media a baja formada por bosque tropical subcaducifolio, bosque tropical caducifolio, con presencia de alguna especies de encino, ceiba, sabino, orquídea. Hay también zonas de pastizales. Algunas especies son endémicas, como el agave del género Agave grijalvensis.

## Fauna

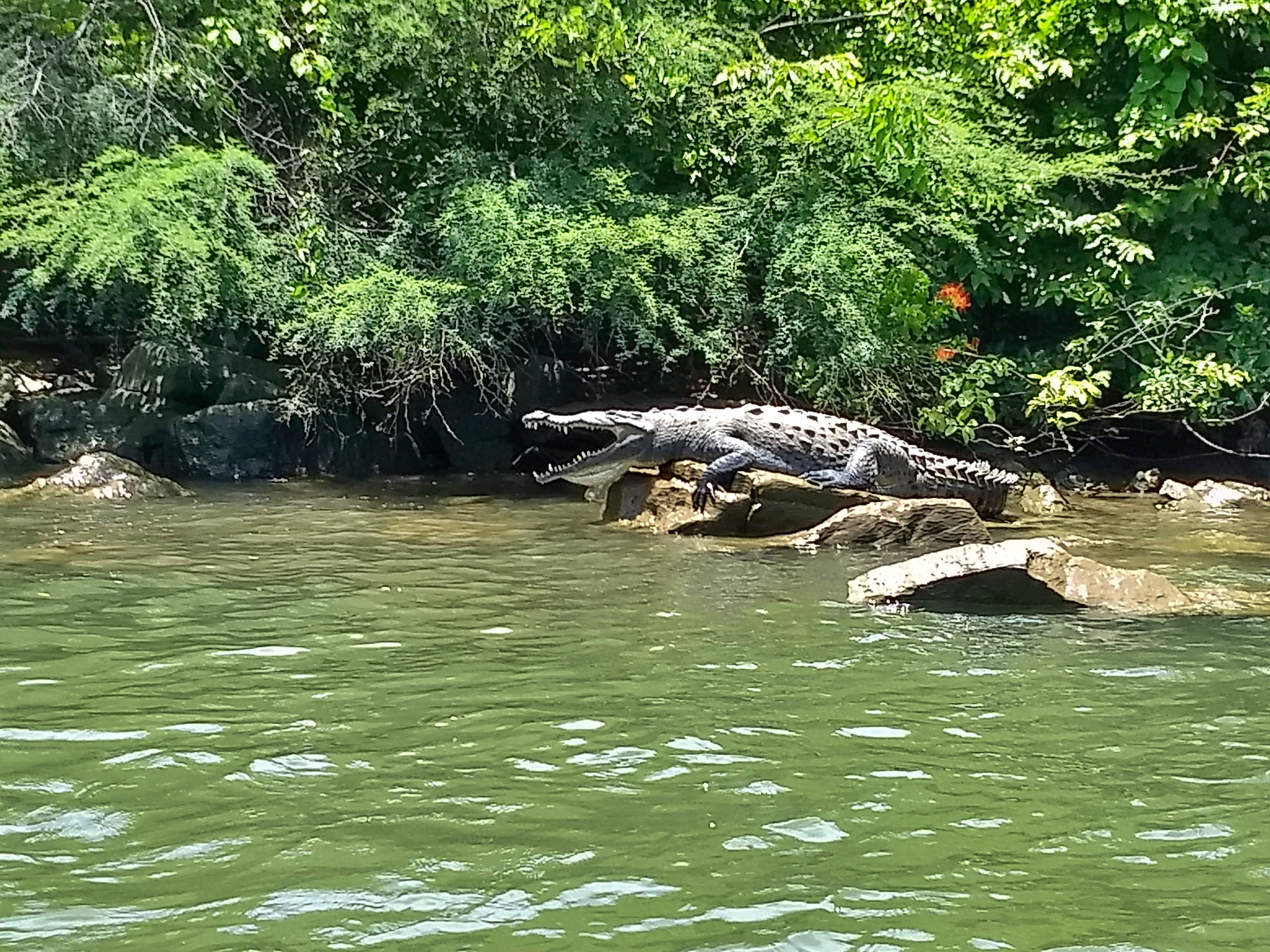
Cocodrilo tomando el sol a orilla del río Grijalva

Como decreto de parque nacional, su objetivo es proteger a las especies que siendo endémicas o residen de forma definitiva o temporal en el lugar, puedan presentar peligro de extinción. Algunas de las cuales son el cocodrilo de río, el hocofaisan, la garza blanca, los cormoranes, el mono araña, pelicano blanco y café, el venado cola blanca, el jabalí,  tortuga de mar, entre otros como los peces en el río.

## Atractivos del lugar
Aunque se practica principalmente el ecoturismo en el lugar, así como la observación de especies de flora y fauna o las formaciones de carácter geológico, es más común e importante el paseo en lancha. 
El parque es una de las principales atracciones turísticas del estado de Chiapas. Se practican dos tipos de paseos por el parque:
El primero es el recorrido en lancha, que se realiza saliendo de la localidad de Chiapa de Corzo, recorre el Río Grijalva hasta la presa Chicoasén.
El segundo recorrido se realiza en auto, por los diversos miradores (en total son cinco) llamados La Ceiba, La Coyota, El Roblar, El Tepehuaje y Los Chiapa ubicados a lo largo del cañón.
Cabe recordar que es importante mantener el equilibrio ecológico en este espacio, ya que representa una zona de enorme valor ecológico, la cual se encuentra amenazada por la contaminación de sus afluentes y la basura generada por los ejidos y asentamientos irregulares.